# 米哈伊尔·叶夫列莫夫
米哈伊尔·格里戈里耶维奇·叶夫列莫夫（俄语：Михаи́л Григо́рьевич Ефре́мов，1897年3月11日—1942年4月19日），苏联中将，参加十月革命，于1919年加入了俄罗斯共产党，1921年担任师长。1926年，在广州为李济深担任中国国民政府军事顾问。第二次世界大战期间，于1941年8月指挥了中央方面军，同年10月开始指挥苏联第33集团军。1942年被德军包围后自杀。